# Madahoplia nodipennis
Madahoplia nodipennis är en skalbaggsart som beskrevs av Hermann Burmeister 1844. Madahoplia nodipennis ingår i släktet Madahoplia och familjen Melolonthidae. Inga underarter finns listade i Catalogue of Life.